# Eternal Sonata
 (février 2025).
Si vous disposez d'ouvrages ou d'articles de référence ou si vous connaissez des sites web de qualité traitant du thème abordé ici, merci de compléter l'article en donnant les références utiles à sa vérifiabilité et en les liant à la section « Notes et références ».
Eternal Sonata (トラスティベル ～ショパンの夢～, Torasuti Beru Shopan no Yume, Trusty Bell: Chopin's Dream) est un jeu vidéo de rôle développé par le studio japonais tri-Crescendo et édité par Namco Bandai Games, sorti en 2007 sur Xbox 360 et en 2008 sur PlayStation 3 avec du contenu supplémentaire.
Le jeu est centré sur le pianiste polonais Frédéric Chopin, mort de la tuberculose à l'âge de 39 ans. L'histoire se déroule dans les rêves du pianiste durant ses dernières heures qui sont influencés par sa musique et sa vie et dans lequel il est lui-même un personnage jouable parmi les autres. Le jeu propose des compositions de Chopin jouées par Stanislav Bunin que l'on peut entendre durant les intermèdes entre les différents chapitres, tandis que la bande-originale du jeu a, elle, été composée par Motoi Sakuraba.

## Système de jeu

### Exploration
Dans la tradition des RPG japonais issue des années 1990, Eternal Sonata présente une aventure très linéaire : le joueur est invité à parcourir dans un ordre déterminé un certain nombre de zones qui peuvent être classées en villages et en donjons (bien que ceux-ci puissent être des extérieurs). Il existe peu de possibilité de revenir en arrière ou d'accéder à une zone avant que le scénario n'y invite. Il n'existe pas de carte du monde dans Eternal Sonata.
Le jeu est également entrecoupé de scènes (réalisées avec le moteur du jeu), intégralement doublées (en japonais ou en anglais), que l'on peut qualifier de "cinématiques".
Durant les phases d'exploration, en particulier dans les donjons, le joueur, en plus de chercher son chemin et de trouver d'éventuels coffres, peut entrer en contact avec des ennemis (visibles) et le jeu passe alors en mode combat. Certains combats (contre des boss) ne peuvent être évités et font partie intégrante du scénario : en règle générale, ceux-ci sont plus difficiles et plus longs.
Les combats apportent aux personnages des points d'expérience qui leur permettent, de temps à autre, de franchir des niveaux, ce qui augmente leurs statistiques et, par conséquent, leurs aptitudes de combat.
A certains moments précis du scénario, les personnages passent un "niveau de groupe" qui augmente significativement les possibilités en mode combat.
Les différents chapitres du jeu sont entrecoupés d'intermèdes, présentés sous la forme de photographies, accompagnées par des compositions de Chopin, qui présentent quelques épisodes de la vie du compositeur.

### Combats
Les adversaires sont visibles lors de l'exploration.
Trois personnages participent aux combats.
Les personnages disposent d'un nombre limité de points de vie : lorsque ceux-ci sont épuisés, le personnage est K.O. Lorsque tous les personnages sont K., la partie est terminée. Il n'existe pas de points de magie dans Eternal Sonata. Une barre d'échos se remplit cependant au fil des combos, permettant ensuite de déclencher des combos de groupe.
L'ordre des tours parmi les personnages est déterminé par une valeur d'initiative et, dès qu'un personnage peut jouer, une barre de temps réel commence à décroître (d'une façon correspondant au niveau de groupe de l'équipe). Pendant son tour, le personnage peut effectuer un maximum d'action : il peut se déplacer, attaquer, utiliser des objets ou utiliser des coups spéciaux. Ces deux dernières actions consomment un temps plus important.
Le terrain de combat présente des zones d'ombre et de lumière : ces dernières modifient les caractéristiques des adversaires et les coups spéciaux disponibles pour les personnages : elles font partie intégrante de la stratégie du combat puisqu'elles peuvent radicalement fortifier ou affaiblir certains ennemis.
En gagnant des "niveaux de groupe", les personnages, s'ils ont moins de temps pour agir, en deviennent néanmoins plus rapides, et gagnent la possibilité d'effectuer des combos de groupe particulièrement dévastateurs.

## Histoire
Si le jeu est censé incarner le rêve qu'aurait fait le compositeur Chopin avant de mourir, le joueur est rapidement plongé dans un monde qui n'entretient avec ce personnage qu'un rapport éventuellement symbolique. Cependant, Chopin est un des personnages principaux de l'histoire, servant en quelque sorte de guide et de dieux pour tous les autres protagonistes, tandis que l'enjeu principal consiste à savoir si ce sont les personnages de ce monde imaginaire qui ont la propriété du monde, ou s'il est le domaine exclusif de son "rêveur".
L'intrigue s'articule autour de Polka, petite fille qui a la particularité de pouvoir utiliser la magie (pour guérir, notamment), dans un monde où de telles capacités sont considérées comme un mauvais présage : en effet, quiconque peut utiliser la magie est sur le point de mourir. Nous découvrons Polka tandis qu'elle tente de vendre de la poudre florale en ville : cependant, devant le succès grandissant de la poudre minérale, les ventes de Polka sont faibles (bien que de sombres rumeurs courent à propos d'effets secondaires négatifs de cette nouvelle trouvaille). Polka décide donc de partir découvrir le monde, pour se trouver elle-même, et pour comprendre pourquoi la poudre florale perd de sa valeur.
Elle est rapidement rejointe par Allegretto et Piccolo, deux enfants des rues, qui doivent voler pour se nourrir et pour nourrir les enfants pauvres qui vivent dans les égouts. Si leurs motivations sont différentes (ils veulent demander au Comte Valse pourquoi les taxes sont si fortes qu'elles plongent le peuple de la misère, tandis que seule la poudre minérale n'est pas taxée), ils vont rapidement former une fine équipe. Malheureusement, les motifs du Comte Valse apparaissent très sombres et le groupe (bientôt étoffé) est rapidement plongé dans une intrigue politique opposant le Comte Valse au royaume de Baroque.
Tandis que les personnages poursuivent leur périple (aux côtés de Baroque, du groupe de résistants menés par Jazz et contre le Comte Valse), ils découvrent que la poudre minérale, si elle possède de nombreuses vertus curatives, et si elle permet à celles et ceux qui la consomment d'utiliser la magie, transforme également ses victimes en morts-vivants. En réalité, il s'agit donc là pour le Comte Valse de former une armée servile et puissante pour assouvir ses ambitions personnelles.
Après que le groupe a vaincu une première fois le Comte Valse sur le Mont Rock (où sont exploitées les ressources permettant la production de la poudre minérale), celui-ci est définitivement vaincu au sommet de la Tour à Anche Double. Une dernière séquence s'ouvre alors, donnant tout son sens à l'intrigue. Il s'agit pour le groupe de protagonistes de prendre, ou non, en main le destin de ce monde pourtant sur le point de sombrer dans les Ténèbres, pourtant créé comme un rêve par un personnage extérieur.

## Personnages

### Personnages jouables
Tous les personnages majeurs du jeu ont un nom qui a un rapport avec la musique. De nombreuses variations ont été apportées aux noms selon les traductions.
Frédéric François Chopin est en apparence le personnage principal du jeu. Nous le découvrons sur son lit de mort et le monde dans lequel le jeu prend le plus souvent place est son dernier rêve. Il est également un personnage de son propre rêve, se permettant de dire aux autres personnages que tout ceci n'est qu'un rêve, mais le considérant de plus en plus comme un monde à part entière. Contrairement aux apparences, Eternal Sonata n'est pas un jeu sur Chopin : certains passages de sa vie, accompagnés par des compositions de son cru, sont présentés en guise d'intermèdes aux différents chapitres du jeu et font office de thèmes (intellectuels et esthétiques). Chopin est le boss final du jeu puisqu'il met en balance, lors de ce dernier combat, la véritable nature de ce monde : soit il va revenir à son créateur (et il le détruira probablement, puisqu'il s'agissait d'un rêve), soit, en dépit de son statut presque divin, il va le laisser à la disposition de celles et ceux qui lui ont permis de grandir et de vivre.
Au combat, Chopin, qui parle français, se bat avec une baguette de chef d'orchestre.
Polka est une petite fille blonde originaire du village de Tenuto. Elle est douce et attentionnée, elle peut utiliser la magie - en particulier pour soigner - mais cela lui apporte une mauvaise réputation puisque c'est le signe, selon la croyance populaire, qu'elle est sur le point de mourir. Elle vend de la poudre florale en ville mais décide de quitter son village lorsqu'elle se rend compte que plus personne n'achète de poudre. En réalité - et sans le savoir consciemment - Polka est mue par un destin bien plus lourd, qui consiste justement à quitter sa mère protectrice pour sauver le monde par son sacrifice. Porteuse de lumière et de pureté, Polka a le pouvoir de réveiller le monde entier en se sacrifiant pour lui et c'est son destin inévitable dans ce monde. Lui est cependant laissé le choix de le faire ou de ne pas le faire. L'amour partagé avec Allegretto lui donnera la force de se sacrifier.
Chopin voit en Polka le reflet de sa petite sœur, morte quand elle était toute jeune.
Au combat, Polka se bat avec une ombrelle - ou bien un parapluie.
Allegretto est un garçon des rues, leader des pauvres qui ont trouvé refuge dans les égouts. Il a un goût prononcé pour la justice et vole seulement pour se nourrir et pour nourrir les siens. Il décide de se mettre en route pour demander au Comte Valse, seigneur de son pays, pourquoi les taxes sont si hautes - ce qui provoque l'affaiblissement du peuple. Il est généreux et un profond amour pour Polka ne tarde pas à poindre.
Il se bat avec une épée au combat.
Piccolo est un tout jeune garçon (ce qui est visible d'après sa morphologie) qui vit avec Allegretto dans les égouts. Il fait preuve d'une naïveté encore plus grande que celle de son mentor - en particulier en interrogeant sans cesse les origines de l'injustice. Il tient particulièrement à un appareil photographique, qui lui a été donné par un être cher, et qui est l'objet de nombreuses controverses avec Allegretto.
Il se bat avec une canne au combat, laquelle peut également envoyer des projectiles.
Harpe garde des chèvres avant de rencontrer le groupe. Assez effacée, elle vit un amour contrarié, en dépit des sorts qu'elle tente parfois de lancer à celui pour qui elle soupire.
Au combat, elle utilise un arc, aussi bien pour tirer des flèches que pour frapper ses cibles.
Salsa et Marcia sont deux très jeunes jumelles qui gardent la forêt des Agogos. Tandis que l'une a un caractère posé et réfléchi, l'autre est très émotive et parfois violente dans son propos.
Toutes les deux se battent grâce à deux anneaux et, en dépit de leur faible puissance, se distinguent par leur rapidité et par le nombre de coups qu'elles distribuent.
Jazz est le meneur de la résistance qui s'organise contre le Comte Valse. C'est un homme réfléchi qui lutte pour la justice.
Au combat, il utilise une épée qu'il doit porter à deux mains. Il est lent mais puissant.
Mazurka est une membre de la résistance, amoureuse de Jazz.
Elle se bat à coups de poing et de pied.
Claves est aussi une membre de la résistance. Elle partage un puissant amour avec Jazz qui entre en contradiction avec la mission d'espionnage qui lui a été confiée par le Comte Valse. Claves meurt au cours de l'aventure mais peut être, en quelque manière, ramenée à la vie en effectuant la quête de l'Unisson Mystérieux.
Crescendo est le prince de Baroque. Il lutte contre le Comte Valse mais doit composer avec son épouse Sérénade dont les intentions sont incertaines.
Il est un personnage jouable seulement dans la version PS3 - ses équipements et coups spéciaux sont à cette occasion bien plus réduits que ceux des autres personnages.
Sérénade est l'épouse du prince Crescendo et, en dépit d'un amour sincèrement partagé, elle est aussi la sœur du Comte Valse. Sa position n'est donc pas très claire.
Elle est un personnage jouable seulement dans la version PS3 - ses équipements et coups spéciaux sont à cette occasion bien plus réduits que ceux des autres personnages.

### Personnages non-jouables
Valse est le comte du pays dont sont originaires la plupart des personnages. C'est un être malfaisant (cela est rappelé par son thème musical et par son apparence) qui utilise son pouvoir et ses subordonnés non pas pour servir son peuple, mais pour accroître toujours son pouvoir. Il impose de lourdes taxes sur l'ensemble des produits de première nécessité et seule la poudre minérale est exempte de taxes. Celle-ci, exploitée depuis le Mont Rock, a pour but ultime de former une armée de morts-vivants privés de cœur et pouvant utiliser la magie.

## Adaptation Manga
En 2007, un manga librement adapté du jeu voit le jour au Japon. Plusieurs personnages n'apparaissent pas dans cette adaptation dont le dessin change quelque peu du graphisme du jeu vidéo[réf. nécessaire].